# Vật tại Đại hội Thể thao Đông Nam Á 2011
Vật tại Đại hội Thể thao Đông Nam Á năm 2011 được tổ chức tại Palembang, Indonesia, từ ngày 14 đến ngày 17 tháng 11 năm 2011 tại Nhà thi đấu đa năng Gedung Serbaguna Jakabaring, thuộc Khu liên hợp Thể thao Jakabaring .
Chương trình thi đấu bao gồm các nội dung sau:
- Greco‑Roman nam: 50 kg, 55 kg, 60 kg, 66 kg, 74 kg, 84 kg và 120 kg
- Freestyle nam: 55 kg, 60 kg, 66 kg, 74 kg, 84 kg, 96 kg và 120 kg
- Freestyle nữ: 55 kg, 59 kg và 63 kg

## Bảng huy chương
| Hạng               | Đoàn               | Vàng | Bạc | Đồng | Tổng số |
| ------------------ | ------------------ | ---- | --- | ---- | ------- |
| 1                  | Việt Nam           | 8    | 4   | 1    | 13      |
| 2                  | Indonesia          | 4    | 4   | 5    | 13      |
| 3                  | Thái Lan           | 3    | 5   | 4    | 12      |
| 4                  | Philippines        | 2    | 3   | 3    | 8       |
| 5                  | Campuchia          | 0    | 0   | 5    | 5       |
| 6                  | Lào                | 0    | 0   | 2    | 2       |
| 7                  | Singapore          | 0    | 0   | 1    | 1       |
| Tổng số (7 đơn vị) | Tổng số (7 đơn vị) | 17   | 16  | 21   | 54      |

## Tóm tắt kết quả

### Cổ điển nam
| Hạng cân | Vàng                            | Bạc                             | Đồng                            |
| -------- | ------------------------------- | ------------------------------- | ------------------------------- |
| 50 kg    | Moonemee Phongsatorn · Thái Lan | Ardiansyah · Indonesia          | Chab Linh · Campuchia           |
| 55 kg    | Margarito Angana · Philippines  | Đồng Văn Biên · Việt Nam        | Arbainsyah · Indonesia          |
| 60 kg    | Muhammad Aliyansyah · Indonesia | Tạ Ngọc Tấn · Việt Nam          | Nuth Sophol · Campuchia         |
| 66 kg    | Rustang · Indonesia             | Trần Văn Tưởng · Việt Nam       | Sutep Oomchompoo · Thái Lan     |
| 74 kg    | Khổng Văn Khoa · Việt Nam       | Michael Baletin · Philippines   | Kusno Hadi Saputra · Indonesia  |
| 74 kg    | Khổng Văn Khoa · Việt Nam       | Michael Baletin · Philippines   | Atthaphol Sirithahan · Thái Lan |
| 84 kg    | Jason Balabal · Philippines     | Chinnawet Kanchallee · Thái Lan | Khon Keo Thatthavong · Lào      |
| 120 kg   | Nguyễn Văn Đức · Việt Nam       | Robertson Torres · Philippines  | Chum Chivinn · Campuchia        |

### Tự do nam
| Hạng cân | Vàng                       | Bạc                               | Đồng                              |
| -------- | -------------------------- | --------------------------------- | --------------------------------- |
| 55 kg    | Muhammad Iqbal · Indonesia | Kritsada Benmat · Thái Lan        | Paulo De Los Santos · Philippines |
| 60 kg    | Nguyễn Huy Hà · Việt Nam   | Saensung Chatchai · Thái Lan      | M. Ricky Fajar · Indonesia        |
| 66 kg    | Nguyễn Thế Anh · Việt Nam  | Roque Mana-ay · Philippines       | Aaron Koh Sheng Min · Singapore   |
| 66 kg    | Nguyễn Thế Anh · Việt Nam  | Roque Mana-ay · Philippines       | Phonkam Sengbolibun · Lào         |
| 74 kg    | Bùi Tuấn Anh · Việt Nam    | Ardiansyah Darmansyah · Indonesia | Jimmy Angana · Philippines        |
| 84 kg    | Cấn Tất Dự · Việt Nam      | Fahriansyah · Indonesia           | Wanna Sitthai · Thái Lan          |
| 96 kg    | Methee Tepakam · Thái Lan  | Rudi Armanto · Indonesia          | Jason Balabal · Philippines       |
| 120 kg   | Hà Văn Hiếu · Việt Nam     | Puris Kaewkoed · Thái Lan         | Chum Chivinn · Campuchia          |

### Tự do nữ
| Hạng cân | Vàng                                 | Bạc                        | Đồng                         |
| -------- | ------------------------------------ | -------------------------- | ---------------------------- |
| 55 kg    | Trần Thị Diệu Linh · Việt Nam        | Darunee Ora-in · Thái Lan  | Sulis Yuliani · Indonesia    |
| 59 kg    | Wilaiwan Thongkam · Thái Lan         | Dương Thị Lan · Việt Nam   | Eka Setiawati · Indonesia    |
| 63 kg    | Ridha Wahdaniyaty Ridwan · Indonesia | Lương Thị Quyên · Việt Nam | Prapatrida Juajan · Thái Lan |